# Panàret
Panàret (grec antic: Πανάρετος, llatí: Panaretus) fou un filòsof grec deixeble d'Arcesilau de Pítana, el fundador de la Nova Acadèmia.
Es destacava per l'excessiva lleugeresa de la seva persona. Va mantenir una bona amistat amb Ptolemeu VII Evergetes cap a l'any 230 aC, que es diu que li pagava uns dotze talents a l'any. En parlen Ateneu de Nàucratis i Claudi Elià. Fabricius l'inclou a la Bibliotheca Graeca.